# 生死時速2
《生死時速2》（英語：Speed 2: Cruise Control）是1997年上映的美國驚險動作類電影，導演是簡·德·邦特，由珊卓·布拉克和祖遜·柏積主演。

## 劇情
在《生死時速》第一集中，安妮（Annie，珊卓·布拉克飾演）和任職洛杉磯警局的傑克·崔文經歷一整天驚心動魂的炸彈威脅，兩人也因此相識相戀。然而，突如其來的愛情經不起時間的考驗，況且安妮無法忍受提心吊膽的生活，不久兩人便分道揚鑣。事隔多年，安妮與新男友——SWAT隊員艾歷·邵（Alex Shaw，祖遜·柏積飾演）乘加勒比海郵輪「海洋傳奇（Seabourn Legend）」度假。但一場充滿驚險的旅程快將發生......
原任職於電腦軟件公司的約翰·基格（John Geiger，威廉·達福飾演）是乘客之一，因患上了職業病（血液中含有銅）而被開除，為了報復，故策劃一個致命計劃，欲把全船人葬身大海。他透過入侵郵輪的電腦管理系統以控制整艘船，並把其中一個引擎弄壞，令其失去一些操控性，船長被約翰拋進海中淹死，之後約翰更迫令副船長茱莉安魯（Mr. Juliano，特穆拉·莫里森飾演）疏散全船乘客。
艾歷得知危險後，隨即與安妮全力展開拯救行動。艾歷先把所有乘客疏散至救生艇上，安妮則被未能安置往救生艇的乘客和船員疏散到主甲板上。艾歷把所有乘客救上救生艇後，便試圖把約翰擒住，但他的行蹤已被約翰發現，並與他展開一輪追逐。
後來副船長向艾歷表示，約翰已設定航道，把郵輪撞向停泊在聖馬丁島對開海面的巨型運油輪「Eindhoven Lion」號。艾歷得知後，立即展開行動，盡力把船弄停，但不成功。此時，約翰突然出現，更把安妮擄走！
郵輪依然繼續航行，與運油輪的距離越來越接近了。千鈞一髮之際，在各船員努力下，郵輪成功轉向，只是與運油輪擦身而過，有驚無險。在避過與運油輪相撞後，郵輪繼續駛向聖馬丁島，於抵達岸邊時仍未能停下，最終直衝市內，撞毀大量船隻、碼頭和房屋才停下。艾歷則急於前往尋找安妮。
艾歷在一名快艇艇主的協助下，成功登上快艇出海追捕安妮和約翰，適時，他們已坐上一架水上飛機並準備起飛，艾歷透過一支魚竿的協助下跳上飛機內，擊退約翰並成功救回安妮，但該時約翰再度奪回飛機控制權，但失控的飛機衝向運油輪。艾歷和安妮被艇主成功救回，而飛機就撞向運油輪，約翰當場被炸死。

## 演員
| 角色                      | 演员          | 備註 |
| 艾歷·邵（Alex Shaw）      | 祖遜·柏積     | 男主角，SWAT隊員，安妮新男朋友 |
| 安妮·波特（Annie Porter） | 珊卓·布拉克   | 女主角，艾歷女朋友 |
| 約翰·基格（John Geiger）  | 威廉·達福     | 策劃把船炸毀的電腦軟件公司前僱員，其計劃最終被艾歷所破，後來約翰曾把安妮擄走坐上一架水上飛機並準備起飛逃走，最終再被艾歷所破壞並救回安妮，而約翰所駕駛的水上飛機衝向運油輪並當場被炸死。 |
| 茱莉安魯（Mr. Juliano）   | 特穆拉·莫里森 | 副船長 |
| 默塞德（Merced）          | 拜恩·麥卡迪   | |
| 哈維（Harvey）            | 邁克·哈加提   | |
| 阿什頓（Ashton）          | 傑里米·霍茲   | |

## 製作
本片的主體拍攝於1996年9月23日開始，拍攝地包含佛罗里达州、加勒比地区和洛杉矶。

## 外部連結
- 互联网电影数据库（IMDb）上《生死時速2》的资料（英文）
- AllMovie上《生死時速2》的资料（英文）
- 爛番茄上《生死時速2》的資料（英文）
- 豆瓣电影上《生死時速2》的資料 （简体中文）
- Box Office Mojo上《生死時速2》的資料（英文）
- Metacritic上《生死時速2》的資料（英文）